# Prats de Lluçanès
Prats de Lluçanès este o localitate în Spania în comunitatea Catalonia în provincia Barcelona. În 2006 avea o populație de 2.753 locuitori. Este situat in comarca Bages.
1. ↑   https://pratsdellucanes.cat/general/jordi-bruch-reelegit-alcalde-prats-llucanes/ Lipsește sau este vid: |title= (ajutor)
2. 1 2   http://www.idescat.cat/pub/?id=aec&n=925&t=2016 Lipsește sau este vid: |title= (ajutor)